# High-Speed Downlink Packet Access
High Speed Downlink Packet Access, HSDPA, är ett protokoll som tillhör det mobila nätverket 3G. I Sverige marknadsfördes denna teknik som Turbo-3G eller 3,5G och användes av telekomoperatörer vid så kallat mobilt bredband. Protokollet är en förbättring och en uppgradering av det tidigare protokollet WCDMA R99 och gav 3G-näten betydligt högre hastighet nedströms (från nätet till den mobila terminalen). Uppgraderingen gjorde att nedladdningshastigheten ökade från att vara maximalt 2 Mbit/s till att vara upp till 14,4 Mb/s per användare. Den vanligaste hastigheten som erbjöds kommersiellt var dock lägre, oftast 7,2 Mb/s.
3G-operatören Tre lanserade sitt HSDPA-nät i Sverige den 8 november 2006, med hastigheter på ca 7,2 Mbit/s nedströms och 384 kbit/s uppströms. Grundprincipen för HSDPA-tekniken bygger på att alla momentant tillgängliga resurser i varje cell kan tilldelas en eller flera användare vilket gör att det effektiva resursutnyttjandet ökar.

## Tekniken
HSDPA är främst en mjukvaruuppgradering till protokollet WCDMA R99. Den nya mjukvaran ökar effektiviteten samtidigt som den minskar fördröjningen på länken. Detta görs genom att tillämpa en mängd tekniker:

### Adaptive Modulation and Coding
Mjukvaran som körs i basstationen analyserar signalstyrkan som varje nod (enhet) ger ifrån sig. Programmet räknar sedan ut vilken modulering som är bäst för denna enhet för tillfället. Om en enhet har låg belastning, samt bra signalstyrka tilldelas den moduleringen ”16QAM” (16-punkters Quadrature amplitude modulation). Denna modulering innebär en maximal nedladdningshastighet på 3,6 Mb/s. Genom att använda flera kodningar till samma enhet kan man med denna modulering nå en maximal hastighet på 14,4 Mb/s. Vid denna hastighet får enheten maximalt antal kodningar, 15 st. Dessa hastigheter gäller dock bara vid god signalstyrka och låg belastning. Uppfylls inte någon av dessa två krav går basstationen över till att använda enbart det långsammare protokollet QPSK, som oftast har en maximal hastighet på 1,8 Mb/s.

### Fast Packet Scheduling

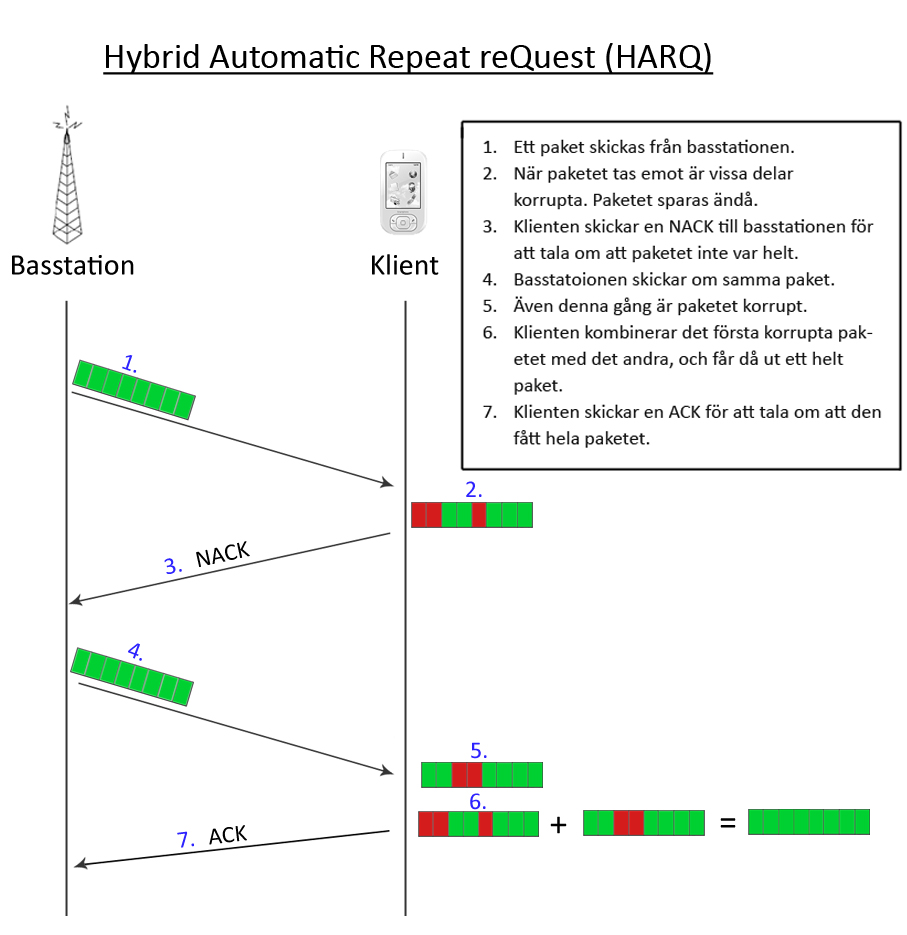

HSDPA använder sig av tidsramar på 2 ms för att skicka data. I tidigare tekniker var tidsramen en multipel av 10, dvs som minst 10 ms. Fördelen med att ha kortare tidsramar är att man får mer effektivitet när en omsändning krävs, samt att det är mindre risk att förhållandena på länken ändras från det att analysen av länken görs tills ett paket skickas. Basenheten analyserar då signalstyrkan för varje nod, och använder sedan resultatet för att välja vilken eller vilka enheter som skall få tillåtelse att skicka data i den aktuella tidsramen. HSDPA använder sig av 16 kodningar, där 15 är tilldelade HSDPA, vilket betyder att en enhet med låg signalstyrka får 1 kanal att sända på, medan en enhet med mycket god signalstyrka får alla 15 kanaler, vilket i sin tur medför maximal hastighet. 

### Hybrid Automatic Repeat reQuest
Ett protokoll som skickar data bör ha en metod för att hantera korrupta paket. HSPA använder sig av hybrid automatic repeat request, eller HARQ, för detta. När en klient får ett korrupt paket, begär den att basstationen skall skicka om paketet. Klienten kastar dock inte det direkta paketet, den sparar det istället. Om samma paket skulle bli korrupt en gång till, försöker klienten att kombinera de två korrupta paketen till ett helt paket, och därmed spara bandbredd genom att inte behöva begära en tredje omsändning av samma paket. Se figur t.h för att se förloppet.

## Framtiden
HSDPA-protokollet innefattar enbart nedladdningshastigheter, och har därför inte någon snabb uppladdningshastighet. För att få bättre hastigheter uppåt finns ett lite nyare protokoll som kompletterar HSDPA. Detta protokoll kallas Enhanched UL, E-UL, ibland även kallat High Speed Uplink Packet Access, eller HSUPA. Denna teknik fungerar ungefär som HSDPA, och kan ge uppladdningshastigheter upp till 5,7 Mb/s.
Uppgraderingen till HSDPA kallas HSPAevo och introduceras i Rel-7.